# Dynlav
Dynlav (Micarea prasina) är en lavart som beskrevs av Fr. Dynlav ingår i släktet Micarea och familjen Pilocarpaceae.  Arten är reproducerande i Sverige. Inga underarter finns listade i Catalogue of Life.

## Bildgalleri

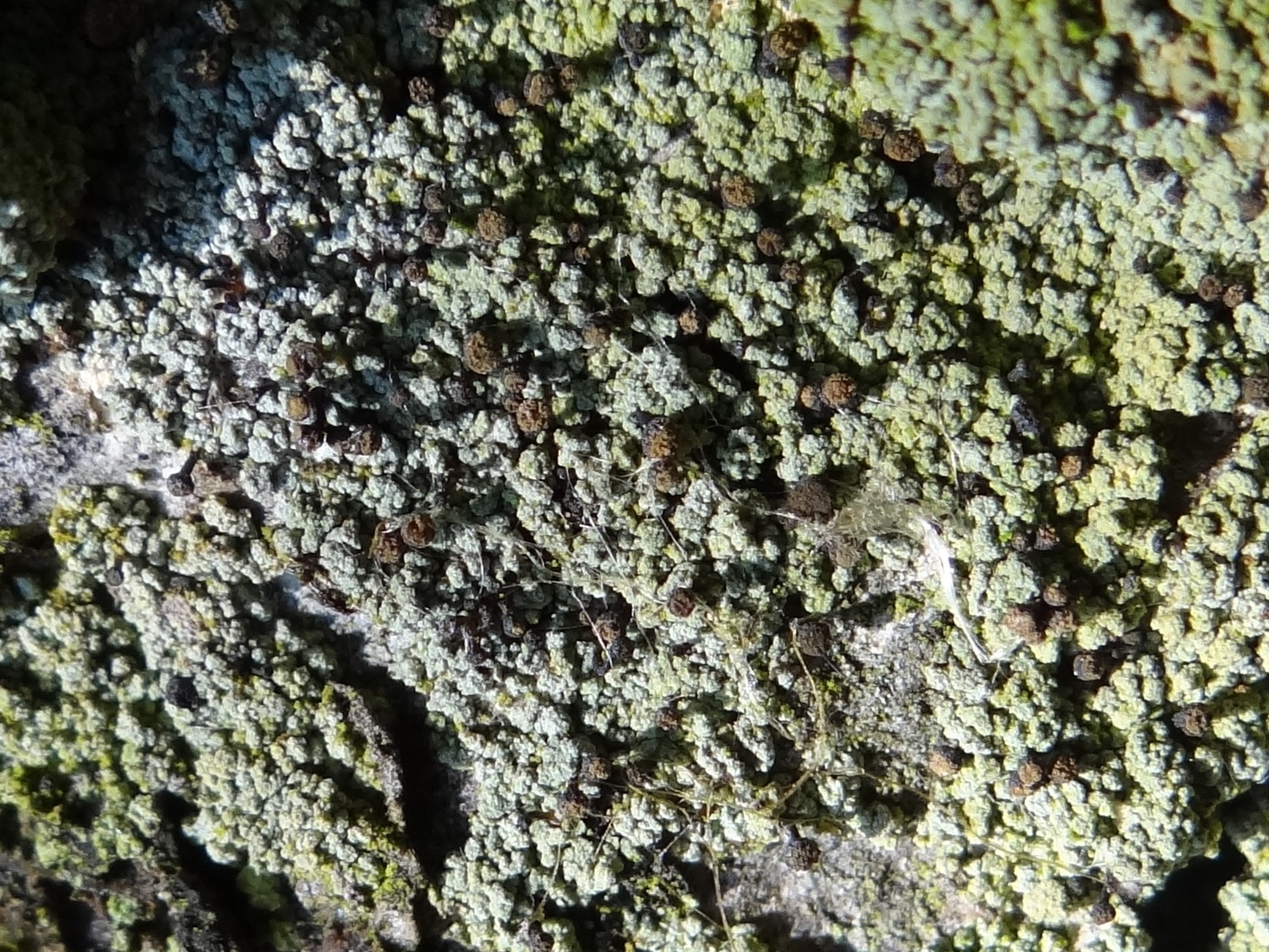
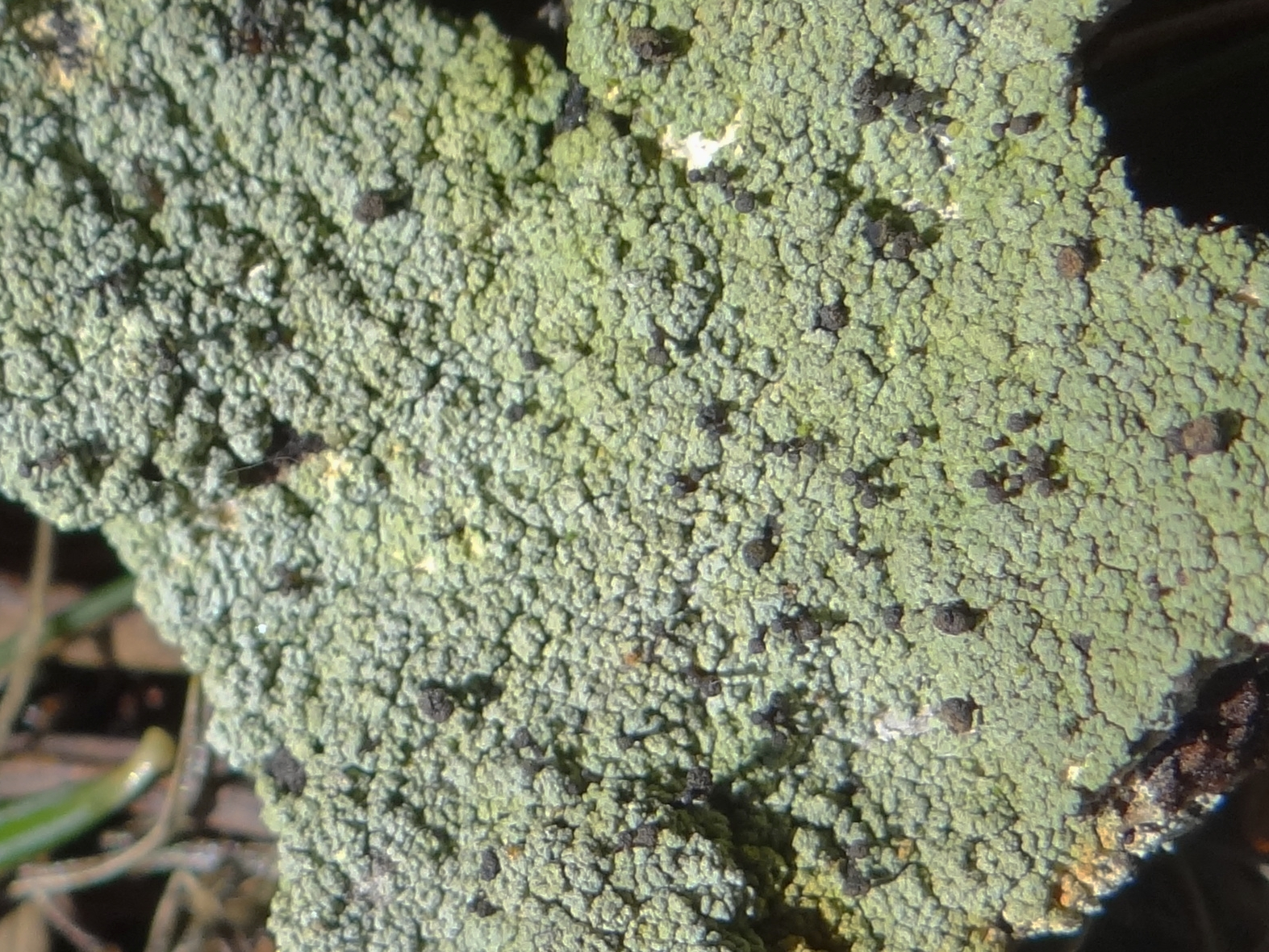